# Gaston Cherpillod
Gaston Cherpillod (* 24. Oktober 1925 in Lausanne; † 9. Oktober 2012 in Le Lieu) war ein französischsprachiger Schweizer Schriftsteller.

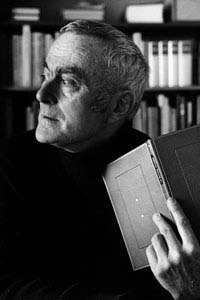
Gaston Cherpillod, 1986

## Leben
Gaston Cherpillod, Sohn eines Uhrenarbeiters, studierte Klassische Philologie an der Universität Lausanne. Mit seinem Jugendfreund dem Maler und Zeichner Jean-Claude Hesselbarth blieb er zeitlebens befreundet. Nach dem Lizenziat war er von 1951 bis 1983 als Lehrer tätig. 1953 trat er der Parti Ouvrier Populaire (POP) bei und sass bis 1956 im Lausanner Stadtparlament. Nachdem er wegen seiner politischen Gesinnung seine Lehrerstelle verloren hatte, zog er erst ins neuenburgische Le Locle, dann 1957 für drei Jahre nach Südfrankreich. Zurück in der Schweiz, verliess er 1960 die POP. Später war er wieder politisch tätig: Von 1978 bis 1985 vertrat er die Union progressiste im Gemeinderat von Renens. Danach kandidierte er für die Sozialistisch-grüne Alternative für die Waadtländer Regierung und den Ständerat.
Cherpillod ist vorwiegend als Prosaautor hervorgetreten; daneben hat er drei Gedichtbände und ein Theaterstück veröffentlicht. Ins Deutsche wurde nur sein Erstlingswerk von 1969, die Erzählung Le chêne brûlé, übersetzt. Im Gründungsjahr 1971 trat er der Gruppe Olten bei.

## Auszeichnungen
- 1976 Einzelwerkpreis der Schweizerischen Schillerstiftung
- 1986 Einzelwerkpreis der Schweizerischen Schillerstiftung
- 1992 Prix des écrivains vaudois

## Werke (in deutscher Übersetzung)
- Gewittereiche. Aus dem Französischen von Marcel Schwander. Benziger, Zürich 1978, ISBN 3-545-36297-3.